# Ganímedes (satélite)
Ganímedes (português europeu) ou Ganimedes (português brasileiro)  (do grego: Γανυμήδης, transl. Ganymédēs, de γάνος, transl. ganos, 'brilho' + μήδεα, transl. 'médea'), também chamado Júpiter III,  é o principal satélite natural de Júpiter, sendo também o maior satélite natural do Sistema Solar (maior que Mercúrio em termos de volume mas não de massa).
Esse gigantesco satélite orbita Júpiter a 1,07 milhão de quilómetros de distância.
Ganimedes foi descoberto em 1610 e é uma das quatro luas, descobertas por Galileo Galilei na órbita de Júpiter, em suas observações feitas graças à invenção do telescópio, embora Ganimedes seja visível a olho nu, em condições meteorológicas favoráveis.
O seu diâmetro é de 5 268 km, e é 8% mais largo em relação ao planeta Mercúrio. É a única lua do sistema solar que possui um campo magnético, além de ser o primeiro objeto descoberto orbitando outro planeta. O satélite possui dois tipos de terrenos principais; regiões esbranquiçadas (provocadas por impactos de asteroides e erosões), e regiões escuras, devido ao silicato presente em sua superfície. Ganimedes foi mapeado e explorado pelas sondas Pioneer 10, Voyager 1 e Voyager 2.

## Mitologia
Ganímedes foi um dos amores de Zeus (Júpiter para os romanos), sendo o único nome masculino das quatro luas de Galileu. Tal como as outras, seu nome foi concedido por Simon Marius.
Ganímedes, na mitologia, era um jovem famoso pela sua beleza. Zeus apaixonou-se por ele e transformou-se em águia para raptá-lo, levando-o até o Olimpo em suas garras. Zeus concedeu a seu amado a imortalidade e a posição de escanção dos deuses no lugar de Hebe.

## História de observação e exploração
Ganímedes foi descoberto em 11 de Janeiro de 1610 por Galileu Galilei. Alguns veem Simon Marius como o seu descobridor.
Os astrónomos, baseados em observações feitas a partir da superfície da Terra, tinham apenas poucas informações sobre Ganimedes, mesmo com o uso dos melhores telescópios de meados do século XX. Foi só quando as sondas Pioneer 10 e Pioneer 11 chegaram a Júpiter em 1973 e em 1974, respectivamente, que se conseguiu obter as primeiras imagens mais detalhadas das grandes luas de Júpiter.
As Pioneer conseguiram captar duas boas imagens de Ganímedes. Estas imagens mostravam pouca variação de cor, mas revelaram uma variação substancial de albedo.
Em 1979 as sondas Voyager alcançam Júpiter. As imagens da Voyager mostraram que Ganímedes tinha dois tipos de terrenos distintos: uma parte do globo é coberta por crateras, a outra por sulcos, o que revelou que a superfície gelada poderia sofrer processos tectónicos globais.
As Voyager foram as que descobriram que Ganímedes era, na verdade, o maior satélite do Sistema Solar, e não Titã em Saturno como se pensava até então. Isto só foi possível determinar quando as Voyager chegaram a Titã e descobriram que esta tinha uma atmosfera bastante densa que dava aspecto de ser maior.
Devido ao seu tamanho e características, Ganímedes também entra para os contos de ficção científica através da imaginação de vários autores; de destacar o livro (Farmer in the Sky) de Robert Heinlein, em que Ganímedes é terraformado e colonizado por seres humanos. Em 2061 - Uma Odisseia no Espaço 3, de Arthur C. Clarke, Ganímedes é aquecido pelo novo sol Lúcifer, contém um grande lago equatorial e é o centro da colonização humana no sistema joviano.
Na década de 1980 uma equipe de astrónomos indianos e norte-americanos num observatório na Indonésia detectou uma atmosfera ténue à volta de Ganímedes durante uma ocultação quando Júpiter passou em frente de uma estrela. Mais recentemente, o Telescópio Espacial Hubble detectou que essa atmosfera era composta de oxigénio, tal como a atmosfera encontrada em Europa.
Em 7 de Dezembro de 1995, a sonda Galileu chegou a Júpiter numa viagem contínua pelo planeta e suas luas durante oito anos. Logo na primeira aproximação a Ganímedes, a Galileo descobriu que Ganímedes tinha o seu próprio campo magnético imerso no campo magnético gigantesco de Júpiter.

## Órbita e rotação

Ressonância entre as órbitas de Io, Europa e Ganimedes

Ganímedes orbita Júpiter a uma distância média de 1 070 400 km, terceira órbita mais próxima em relação às luas de Galileu, e completa uma rotação a cada sete dias e três horas. O satélite mantém sempre a mesma face voltada para Júpiter, o mesmo efeito que ocorre com a órbita lunar. Ganímedes possui uma órbita ligeiramente elíptica, com uma excentricidade de 0,0013. A sua inclinação axial varia entre 0 e 0,33, devido às influências gravitacionais de Io e Europa.

## Geologia planetária
Ganímedes possui um diâmetro médio de 5 262,4 km; sendo um pouco maior que o planeta Mercúrio.
A densidade de Ganímedes circunda os 1,942 g/cm³. A baixa densidade deve-se à elevada percentagem de gelos com alguns silicatos de material primordial e de impacto proveniente do espaço.
Ganímedes é composto por rocha de silicatos e gelo de água, com a crosta de gelo flutuando sobre um manto lamacento que pode conter uma camada de água líquida. A sonda Galileu indicou que a estrutura de Ganímedes divide-se em três camadas: um pequeno núcleo de ferro ou de ferro e enxofre derretido rodeado por um manto rochoso de silicatos com uma capa de gelo por cima. Este núcleo metálico sugere um elevado grau de aquecimento no passado de Ganímedes do que se julgava. De facto, Ganímedes pode ser semelhante a Io, mas com uma capa externa adicional de gelo.
A crosta gelada divide-se em placas tectônicas. Estas características sugerem que o interior terá sido mais activo que hoje, com muito mais calor no manto.

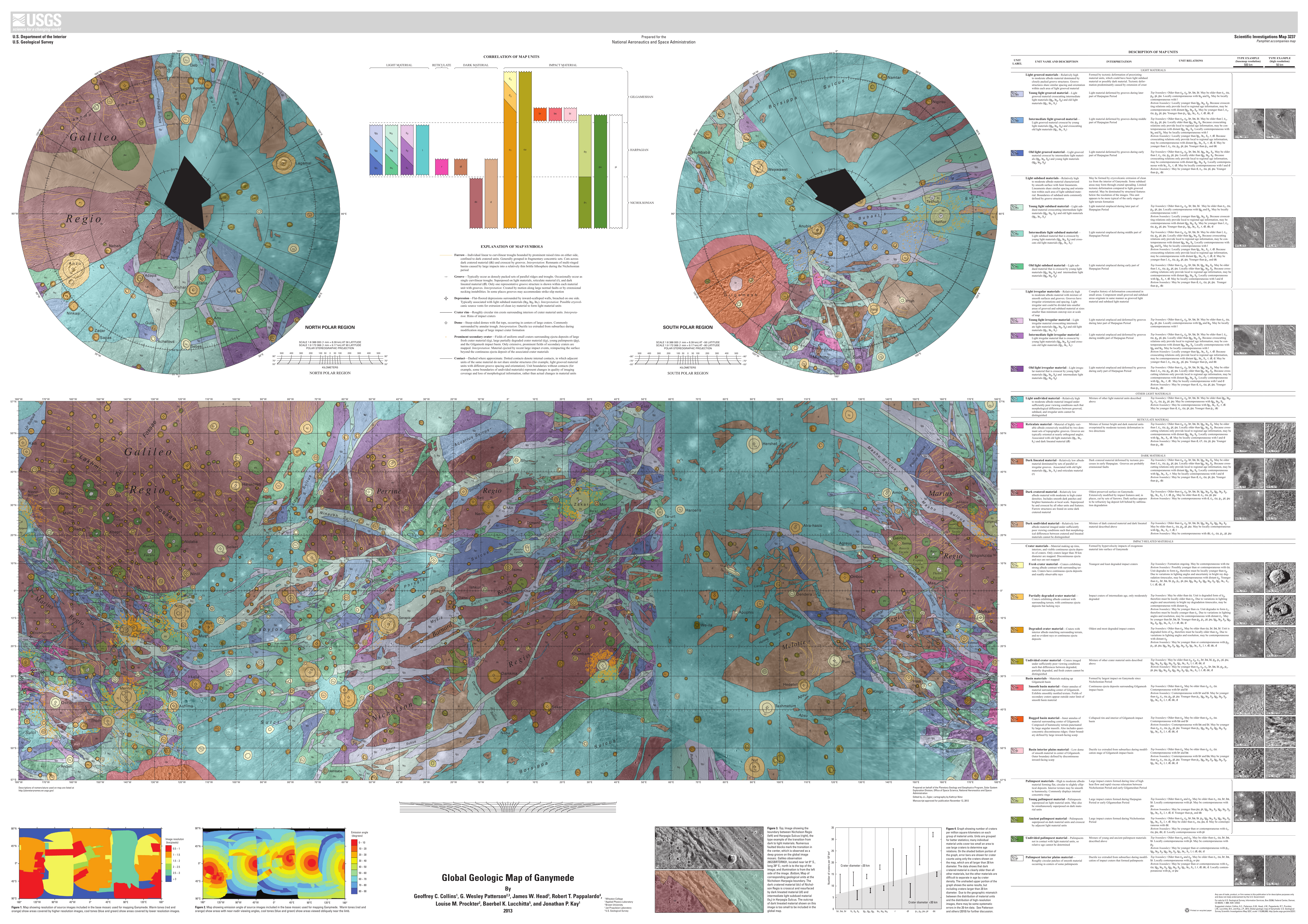
Mapa geológico da superfície de Ganímedes - (14 de Fevereiro de 2014)

O campo magnético de Ganímedes está inserido no campo magnético gigantesco de Júpiter. Provavelmente, este é criado como o da Terra, resultando do movimento de material condutor no seu interior. Pensa-se que este material condutor possa ser uma camada de água líquida com uma concentração elevada de sal, ou que possa ser originado no núcleo metálico de Ganímedes.

## Descobertas recentes
Ganimedes tem sido o foco de observações repetidas primeiro por telescópios terrestres, mais tarde por missões passageiras e outras em órbita de Júpiter. É previsto que a missão JUICE (Jupiter Icy Moons Explorer) da Agência Espacial Europeia (ESA) orbite Ganimedes por volta de 2032.
Um grupo de cientistas liderados por Geoffrey Collins de Wheaton Collegge produziu o primeiro mapa geológico global de Ganímedes.
Um estudo de 2020 por Hirata, Suetsugu e Ohtsuki sugere que Ganimedes provavelmente foi atingido por um asteroide massivo há 4 bilhões de anos; um impacto tão violento que pode ter deslocado seu eixo. O estudo chegou a essa conclusão analisando imagens do sistema de sulcos na superfície do satélite.